# Marsal (Moselle)
Pour les articles homonymes, voir Marsal.

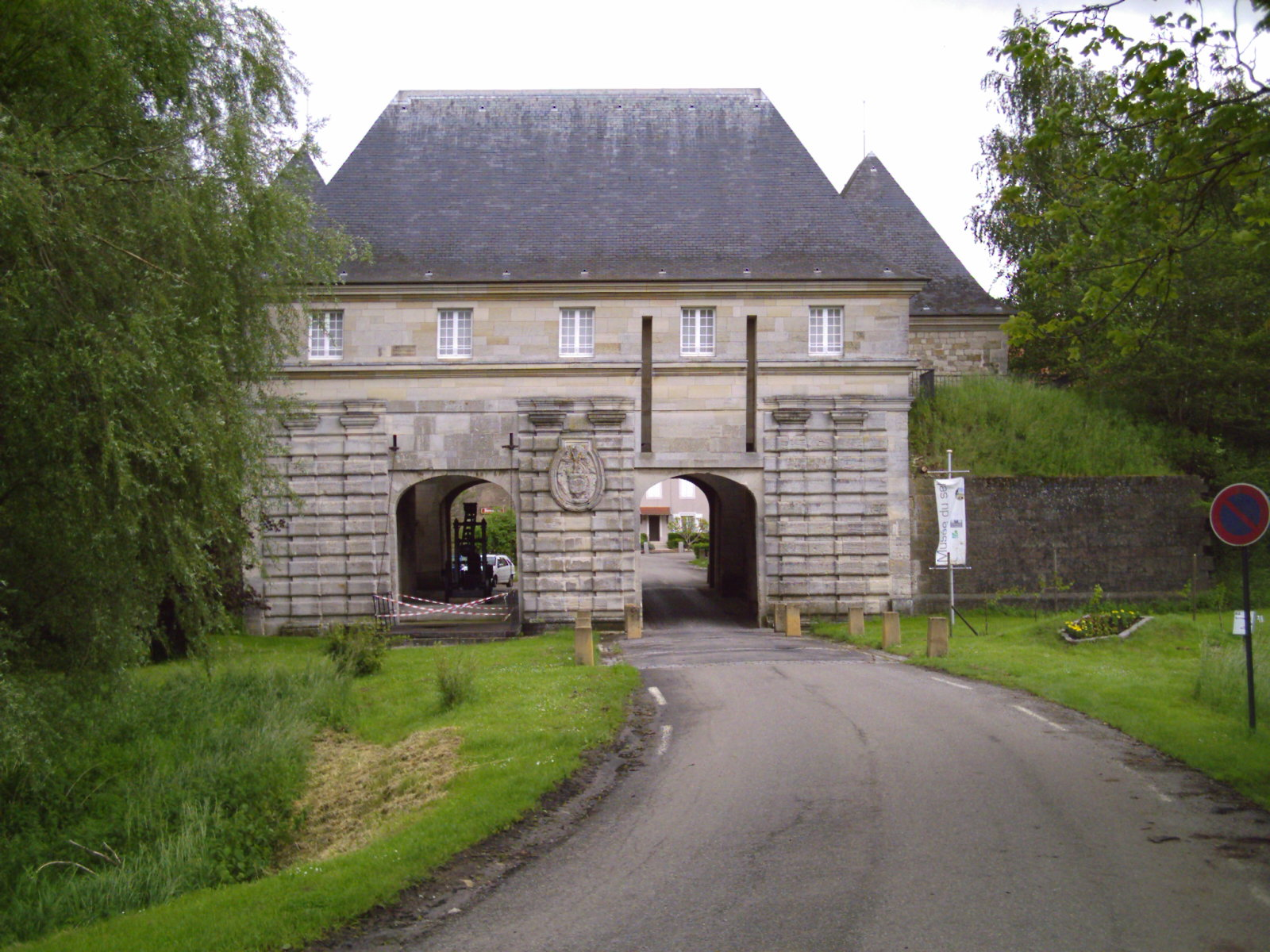
La Porte de France.

Marsal est une commune française située dans le département de la Moselle, en Lorraine, dans la région administrative Grand Est. Ses habitants sont les Marsalais.

## Géographie
La commune est située dans le Saulnois au sud du département de la Moselle, à 8 kilomètres au sud-est de Château-Salins et à 4 kilomètres à l'est de Moyenvic. Elle fait partie du parc naturel régional de Lorraine.
Le site de Marsal est implanté dans une plaine alluviale marécageuse, entouré par deux bras de la Seille. Cette ancienne ville située sur l'ancienne voie romaine de Metz à Strasbourg a été marquée par l'exploitation du sel, émergeant sous la forme de sources salées.
Marsal est ainsi construite sur un radier artificiel, le briquetage de la Seille, issu d'une technique d'extraction du sel aux époques celtique et gauloise avant l'occupation romaine.

### Communes limitrophes
| Haraucourt-sur-Seille | Saint-Médard | Mulcey         |
| Moyenvic              | Marsal       | Blanche-Église |
| Xanrey                | Lezey        | Juvelize       |

### Hydrographie
La commune est située dans le bassin versant du Rhin au sein du bassin Rhin-Meuse. Elle est drainée par la Seille, le canal de flottage des Salines, le ruisseau de Boulle et le ruisseau de la Goulotte.
La Seille, d'une longueur totale de 137,7 km, prend sa source dans la commune de Maizières-lès-Vic et se jette  dans la Moselle à Metz en limite avec Saint-Julien-lès-Metz, après avoir traversé 57 communes.
Le canal de flottage des Salines, d'une longueur totale de 15,8 km, prend sa source dans la commune de Bourdonnay et se jette  dans la Seille en limite de Marsal et de Moyenvic, après avoir traversé huit communes.

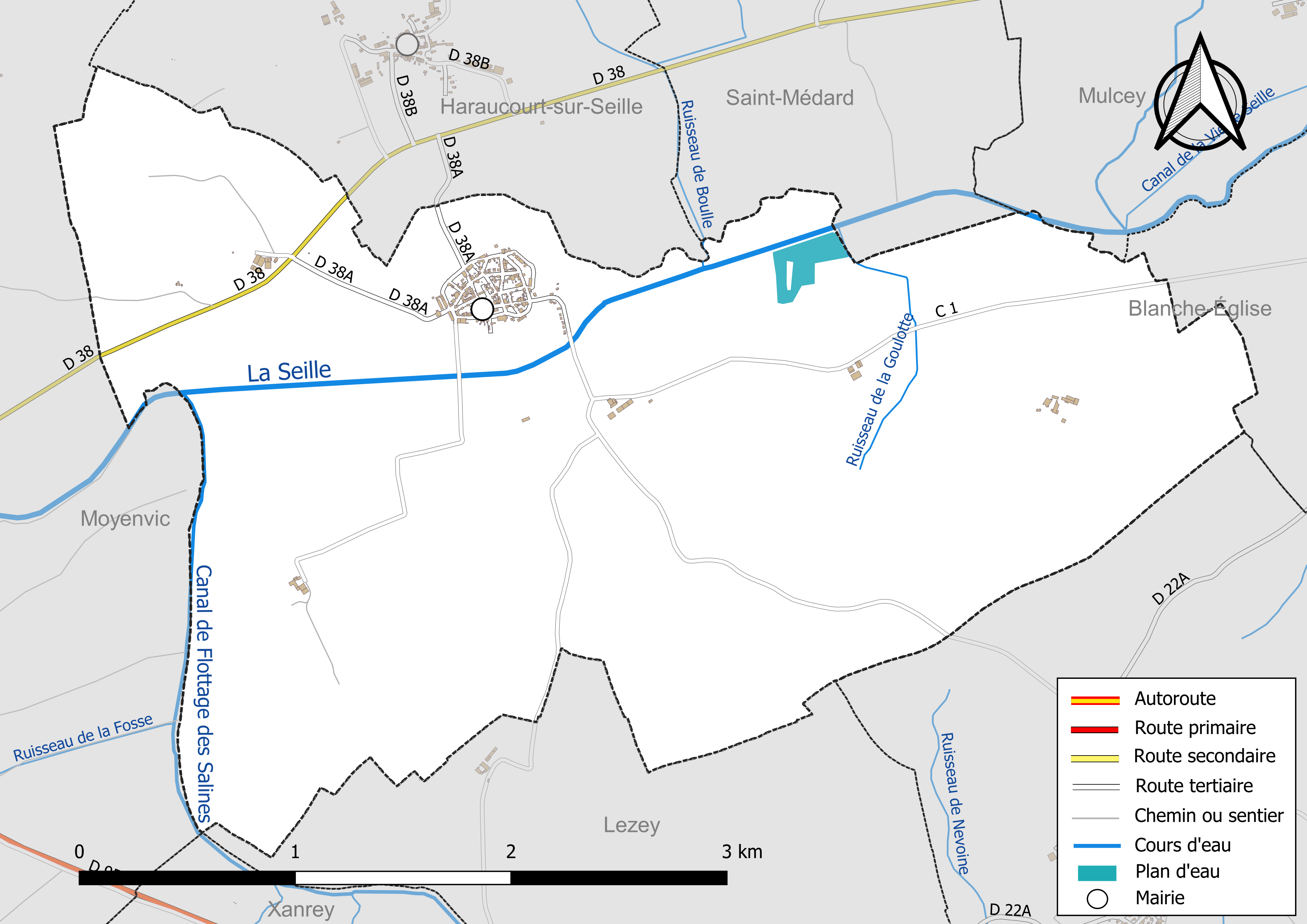
Réseaux hydrographique et routier de Marsal.

La qualité des eaux des principaux cours d’eau de la commune, notamment de la Seille et du canal de Flottage des Salines, peut être consultée sur un site dédié géré par les agences de l’eau et l’Agence française pour la biodiversité.

### Climat
Pour des articles plus généraux, voir Climat du Grand Est et Climat de la Moselle.
En 2010, le climat de la commune est de type climat océanique dégradé des plaines du Centre et du Nord, selon une étude du Centre national de la recherche scientifique s'appuyant sur une série de données couvrant la période 1971-2000. En 2020, Météo-France publie une typologie des climats de la France métropolitaine dans laquelle la commune est exposée à un climat semi-continental et est dans la région climatique  Lorraine, plateau de Langres, Morvan, caractérisée par un hiver rude (1,5 °C), des vents modérés et des brouillards fréquents en automne et hiver. 
Pour la période 1971-2000, la température annuelle moyenne est de 9,9 °C, avec une amplitude thermique annuelle de 17,1 °C. Le cumul annuel moyen de précipitations est de 800 mm, avec 11,6 jours de précipitations en janvier et 9 jours en juillet. Pour la période 1991-2020, la température moyenne annuelle observée sur la station météorologique de Météo-France la plus proche, « Rodalbe », sur la commune de Rodalbe à 15 km à vol d'oiseau, est de 10,6 °C et le cumul annuel moyen de précipitations est de 737,2 mm. 
La température maximale relevée sur cette station est de 38,7 °C, atteinte le 24 juillet 2019 ; la température minimale est de −18,1 °C, atteinte le 26 décembre 2010,,. 
Les paramètres climatiques de la commune ont été estimés pour le milieu du siècle (2041-2070) selon différents scénarios d'émission de gaz à effet de serre à partir des nouvelles projections climatiques de référence DRIAS-2020. Ils sont consultables sur un site dédié publié par Météo-France en novembre 2022.

## Urbanisme

### Typologie
Au 1er janvier 2024, Marsal est catégorisée commune rurale à habitat dispersé, selon la nouvelle grille communale de densité à sept niveaux définie par l'Insee en 2022.
Elle est située hors unité urbaine. Par ailleurs la commune fait partie de l'aire d'attraction de Dieuze, dont elle est une commune de la couronne,. Cette aire, qui regroupe 31 communes, est catégorisée dans les aires de moins de 50 000 habitants,.

### Occupation des sols
L'occupation des sols de la commune, telle qu'elle ressort de la base de données européenne d’occupation biophysique des sols Corine Land Cover (CLC), est marquée par l'importance des territoires agricoles (97,3 % en 2018), une proportion identique à celle de 1990 (97,3 %). La répartition détaillée en 2018 est la suivante : 
terres arables (70,3 %), prairies (27 %), zones urbanisées (2,7 %). L'évolution de l’occupation des sols de la commune et de ses infrastructures peut être observée sur les différentes représentations cartographiques du territoire : la carte de Cassini (XVIIIe siècle), la carte d'état-major (1820-1866) et les cartes ou photos aériennes de l'IGN pour la période actuelle (1950 à aujourd'hui).

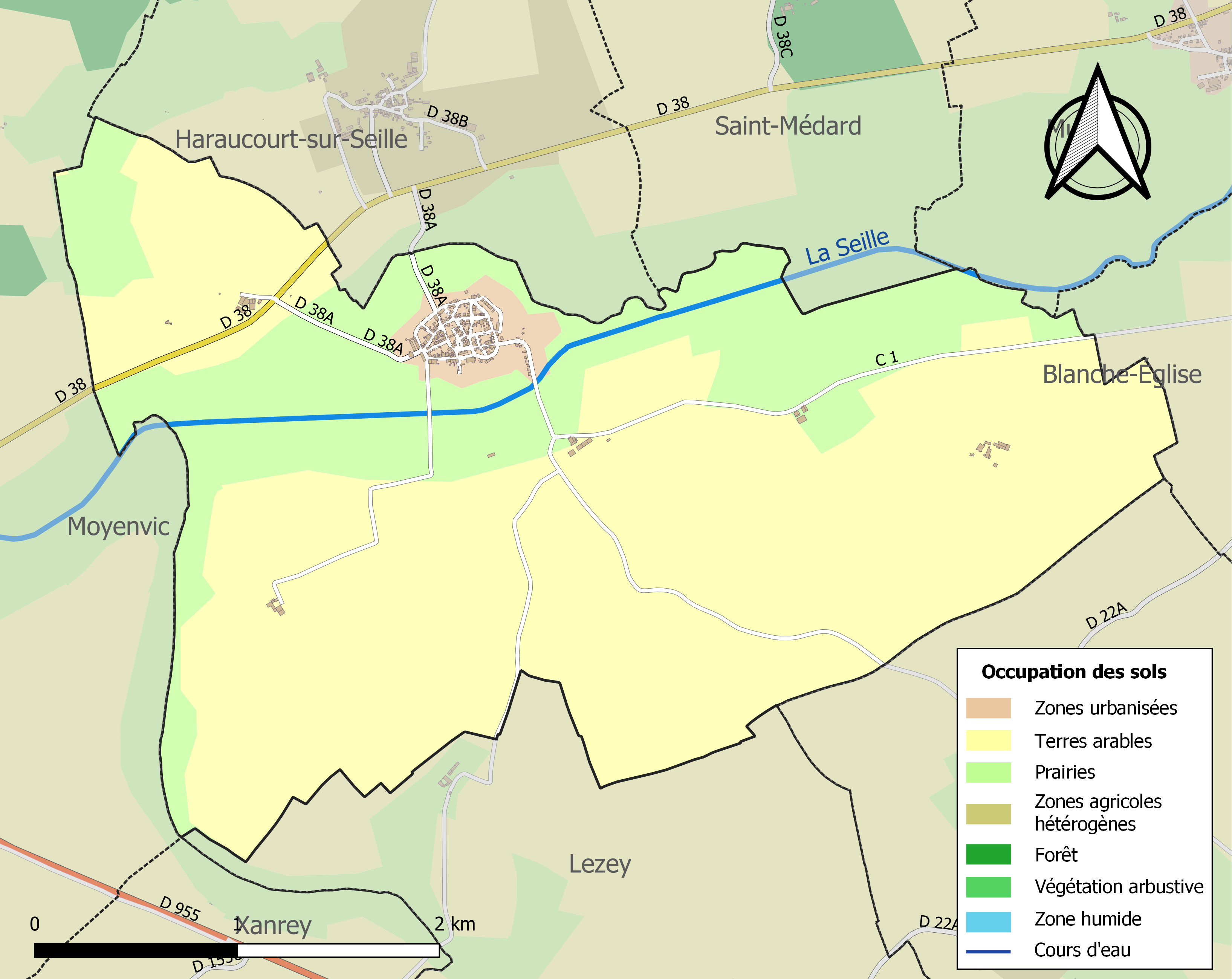
Carte des infrastructures et de l'occupation des sols de la commune en 2018 (CLC).

## Toponymie
Le nom de la localité est attesté sous les formes Vicani Marosallenses ; Marsallo Vico ; Marsalli ; Marsallum (709) ; Patella salis in Marsalla villa (763) ; Marsella (896) ; Apud Maresalis (1179) ; Villa de Marsal (1191) ; Mersa (1195) ; Marsaulum (1262) ; Marsau (1284) ; Marsaul (1293) ; Salinæ de Marceallo ; Marcellum (1326) ; Marsault (1363) ; Marsalz (1353) ; Marsaulz (1371) ; Marxaul (1427) ; Marxal (1525) ; Marcellum salinarum oppidum ; Marsalium, alias Marcellum ; « Marsallum castellum, a sale nomen videtur accepisse » (1675) ; « Archidiaconatus et archipresbyteratus de Marsallo, al. de Marsalo » (1539).

- Le nom de Marsal est issu de l'appellation de l'agglomération urbaine d'époque romaine de Marosallum, attesté par une inscription lapidaire en l'honneur de l'empereur Claude datée de 44 apr. J.-C., qui mentionne les « vicani marosallenses », ou « citoyens de vicus de Marosallum »[18]. Le mot Marosallum associe deux termes gaulois (maro) et romain (sallum), qui signifient approximativement la « Grande Saline »[19].

Le titre de 709 atteste que Marsal possédait déjà une saline « inno ad sal faciendum, cum manso, casa, serso, cum omne adjecentia ad se pertinentia (une auberge pour faire du sel, avec un manso, une chaumière et une mer, avec tous les accessoires qui lui appartiennent) ».
Ses premiers noms connus évoquent le nom mérovingien Marsallo vico et font donc pencher pour une étymologie similaire du gaulois maro -sal, « grande saline » ( Dauzat & Rostaing *).
Autour de Marsal, des toponymes comme Château-Salins, Salival ou Salonnes rappellent ce passé salé.

## Histoire

### De la Préhistoire à l'époque gauloise
Des vestiges d'occupation archéologique datant du Néolithique et de l'âge du Bronze ont été découverts aux environs de Marsal.
Le sel est exploité à Marsal depuis le premier âge du Fer, ce qui a laissé beaucoup de rejets de briquetage, débris de moules et de fours en terre cuite servant à conditionner le sel cristallisé. À l'extérieur du village, les zones d'ateliers celtiques et gaulois s'étendent sur plus d'1,5 km dans la vallée. À l'emplacement du bourg, l'épaisseur des accumulations de déchets industriels atteint une épaisseur de près de 8 m à l'emplacement de la Collégiale Saint-Léger.

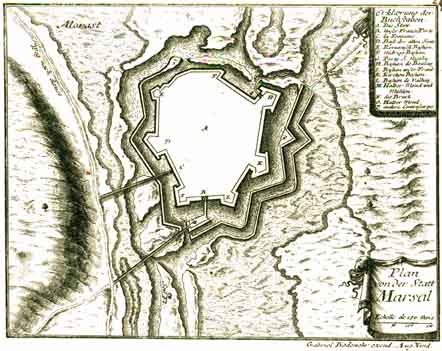
Plan de la cité fortifiée de Marsal.

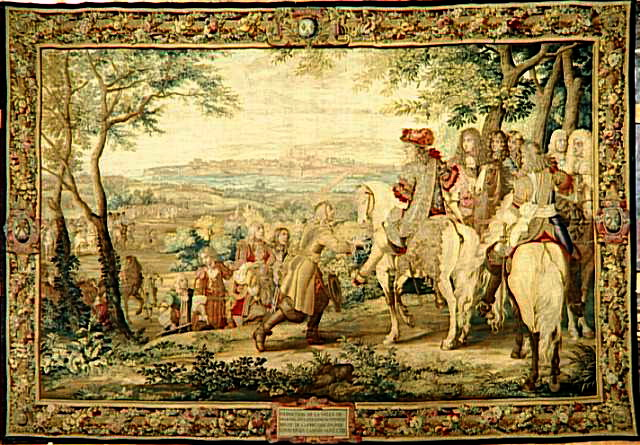
Réduction de la place de Marsal en 1663.

### L'Antiquité romaine et le Haut Moyen Âge
Une agglomération urbaine dénommée Marosallum se développe au début de l'époque romaine sur les accumulations de briquetage d'époque gauloise. Cette agglomération de type vicus est attestée sur une stèle érigée par les habitants en 44 de notre ère en l'honneur de l'empereur Claude, découverte en 1842. La dédicace de ce monument y atteste l'existence d'une communauté de droit latin.
Marosallum est alors une étape de la voie romaine reliant Metz (Divodurum) à Strasbourg (Argentorate).
Le nom antique de l'agglomération est abrégé en Marsallum à l'époque mérovingienne, comme en témoignent les inscriptions relevées sur des tiers de sou frappés à Marsal. L'agglomération semble continuer à tirer sa richesse de la présence de salines, comme en témoigne la présence d'une "place à sel" signalée en 682 ou 683.

### Le Moyen Âge
À partir du XIIe siècle, la principauté épiscopale de Metz et le duché de Lorraine se disputent le contrôle des salines de la région.
En 1222 Clémence, abbesse de Neumünster près d'Ottweiler, élève l'église paroissiale au rang de collégiale. En 1251, Marsal est un fief de Renaud de Lorraine, seigneur de Bitche et comte de Castres. En 1259 le duc Ferry III le confie à son oncle Jacques de Lorraine, évêque de Metz qui lègue la cité à son église par testament en 1260. C'est à cette époque que sont érigées les premiers remparts de Marsal. Il s'agit vraisemblablement d'une courtine en maçonnerie, associée à des tours rondes ou carrées.
Les chroniques de Richer de Senones mentionnent l'existence au XIIIe siècle d'une jeune femme, surnommée la Sybille de Marsal, qui était réputée vivre sans manger. L'évêque Jacques de Lorraine et nombre de prêtres et gentilshommes qui l'accompagnaient ne purent, malgré plusieurs jours d'observation, découvrir qui la nourrissait
En 1272, Ferry III occupe Marsal, l'évêque Laurent de Lichtenberg ne pouvant plus payer ses dettes. La cité est restituée en 1284 à l'évêque Bouchard d'Avesnes.
En 1369, des partisans du duc Jean Ier de Lorraine déguisés en paysans se saisissent de la place et se livrent au pillage. L'évêque  Thierry V Bayer de Boppard parvient rapidement à en reprendre le contrôle et fait exécuter ou emprisonner les Lorrains.
Après la cession par l'évêque de son atelier messin en 1383, on a battu à Marsal la monnaie épiscopale jusqu'en 1460.
Au XIVe siècle, l'évêque Renaud de Bar obtient le contrôle des salines de Marsal, Moyenvic et Vic. Mais il y aura encore de nombreux affrontements  entre l'évêché et le duché de Lorraine pour le contrôle des salines.

### La période moderne
En 1540, le procurateur de Marsal demande à l'administrateur de l'évêché l’autorisation d'utiliser le français car l'allemand n'est plus maîtrisé par la majorité des habitants. Et en 1548, on déclare l'allemand interdit devant la juridiction du lieu.

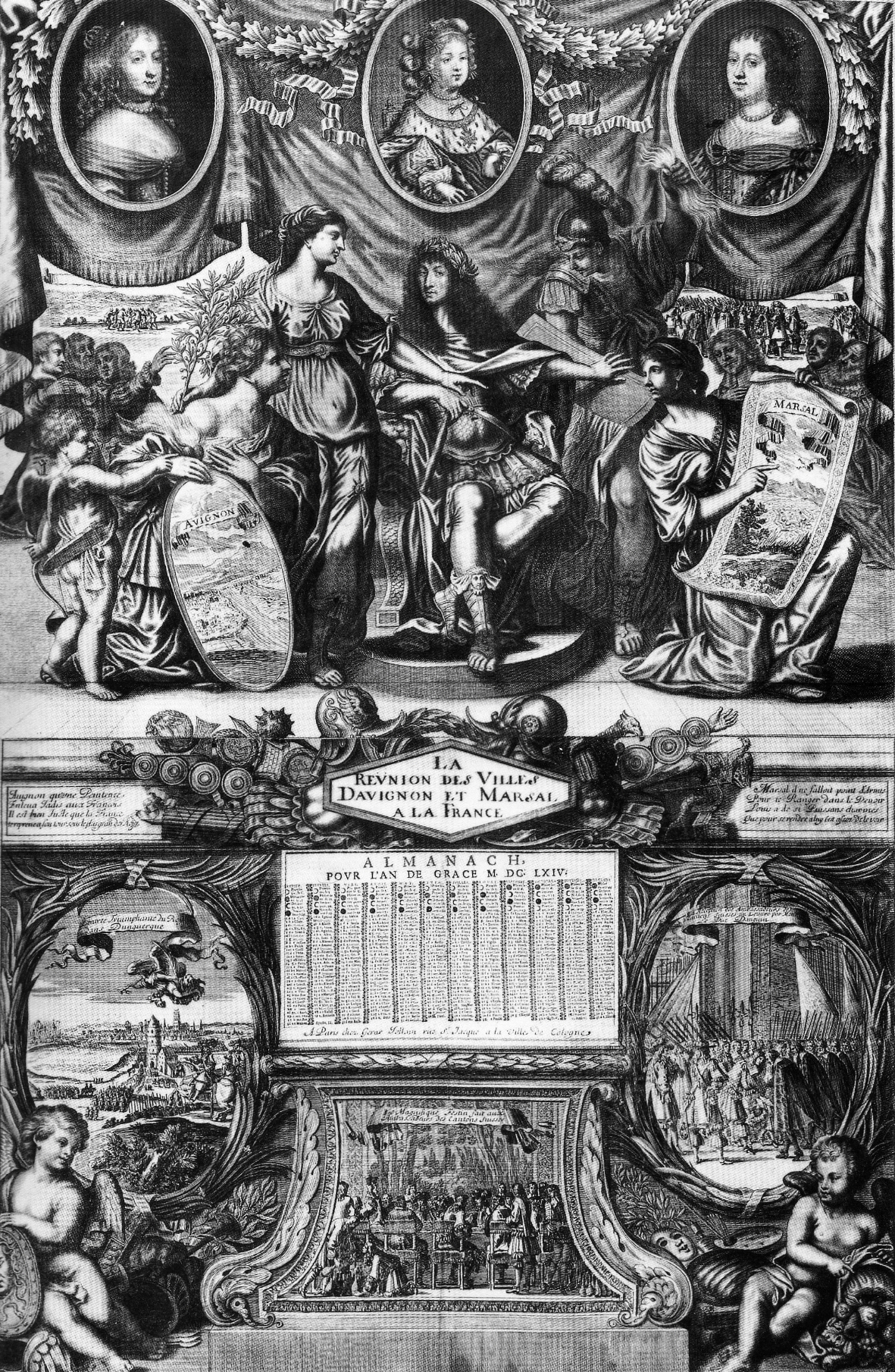
Page de l'Alamnach royal, 1664 : réunion de Marsal et Avignon à la France.

Quand l’évêché de Metz est rattaché à la France en 1552, le roi Henri II fait occuper Marsal de 1553 jusqu'en 1593, et en augmente les fortifications selon le système bastionné à l'italienne.
La seconde moitié du XVIe siècle est marquée par une période d'instabilité. Rendue à Charles III de Lorraine, Marsal est reprise par les évêques en 1568, puis les protestants en 1585, avant qu'elle ne revienne finalement au duc de Lorraine en 1595. Ce dernier fait fortifier la place de 1609 à 1620. Une enceinte pourvue de sept bastions est construite sous la direction de l'ingénieur italien Stabili associé à l'ingénieur lorrain Nicolas Marchal, qui sont chargés par ailleurs des fortifications de Nancy. C'est à cette occasion que le bourg dit de Saint-Martin est détruit.
Charles III de Lorraine nomme  Claude de Mengin, gouverneur de Marsal, jusqu'à sa mort survenue le 17 septembre 1603. Emmanuel Remy, fils cadet du procureur général de Lorraine, Nicolas Remy, est nommé gouverneur de la saline en 1603, avec amodiation en 1623 pour douze années, mais décède en 1633. Son fils François devient gouverneur de la même saline.
Durant la guerre de Trente Ans, Marsal est occupé par les Français en 1631, Jacques Nompar de Caumont. Le traité de paix de Vic-sur-Seille du 6 janvier 1632 fait de la ville une possession royale pendant trois ans.
En 1641, le traité de Saint-Germain-en-Laye prévoit le démantèlement de la place forte de Marsal avant sa restitution au duc de Lorraine ; il ne sera pas exécuté à la suite de la reprise rapide des hostilités entre la France et la Lorraine. Durant la seule année 1652, Marsal est pris et repris trois fois: il est en particulier assiégé par les troupes françaises du 17 juin au 17 octobre 1652, parce qu'il avait pris le parti de la Fronde.
Le 2 septembre 1663, Louis XIV s'empare de la place. Nous restent de la prise de Marsal de nombreux documents, comme une tapisserie des Gobelins nommée Réduction ou Reddition de Marsal, qui relate la remise des clefs de la ville au roi par le prince de Lixen. La tapisserie est faite à partir d'un modèle élaboré par Charles Le Brun.
Jean de La Fontaine a également écrit un sonnet sur de la prise de Marsal :
« Monarque le plus grand que révère la Terre, 

Et dont l'auguste nom se fait craindre en tous lieux,

Près de toi le pouvoir des plus ambitieux

A moins de fermeté que l'argile et le verre.

Marsal qui se vantait de te faire la guerre,

Baissant à ton abord son front audacieux,

Dès le premier éclair qui lui frappe les yeux,

Se rend et n'attend pas le coup de ton tonnerre.

Si la fierté rebelle eut irrité ton bras,

Qu'il se fut signalé par de fameux combats,

Et qu'il m'eut été doux d'en célébrer la gloire.

Mais ma muse déjà commence à redouter

De ne te voir jamais remporter de victoires

Pour manquer d'ennemis qui t'osent résister. »

Le roi confie à Vauban l'amélioration des fortifications, dont une première campagne de réfection est entreprise en 1673. Néanmoins, en 1685, Louis XIV ordonne la démolition des remparts de Marsal. En 1699, à la suite du traité de Ryswick de 1697, le roi fait relever les fortifications à l'emplacement des anciennes. Marsal est pourvu alors d'une enceinte équipée de sept bastions. C'est également en 1699 que le roi fait fermer la saline de Marsal, dont le puits à sel est comblé.
L'été 1727 est marquée par une épidémie qui frappe un régiment étranger en garnison à Marsal, le régiment de Lay-Irlandais. Cet évènement, probablement lié au fait que la place est cernée de marais, est à l'origine de la création d'un cimetière militaire qui demeure en fonction jusqu'à la Révolution française.
Au XVIIIe siècle, Marsal perd progressivement l'importance stratégique qu'il possédait au siècle précédent. Après le rattachement de la Lorraine à la France de 1766, la place perd son utilité défensive.

### Marsal et la Nouvelle-France
La commune de Marsal est liée à l'histoire de la Nouvelle-France par l'histoire du régiment de Carignan-Salières qui a participé à la prise de la place en 1663 et y était encore en garnison à Marsal lorsqu'il reçut l'ordre de Louis XIV de partir vers la Nouvelle-France en janvier 1665. Plusieurs centaines de ses soldats sont demeurés au Canada, participant massivement à la sécurisation et au peuplement de la colonie française. Une plaque commémorative a été dévoilée par le délégué général du Québec à Paris, Michel Robitaille, à l'occasion de l'anniversaire du départ du régiment en 2015.
Cette plaque rappelle également le souvenir de  plusieurs habitants de la commune qui ont émigré vers les territoires français en Amérique durant le XVIIIe siècle.
Enfin, le cimetière militaire d'Ancien Régime de Marsal a accueilli les dépouilles de plusieurs vétérans invalides de la guerre de Sept Ans et de la guerre d'indépendance des États-Unis.

### La période contemporaine
Après la Révolution, Marsal est rattaché au département de la Meurthe à partir de 1790. La place ne sert plus qu'au cantonnement des troupes et est abandonnée en 1804.
En 1814, Marsal retrouve brièvement son rôle stratégique de forteresse de frontière, la perte de la Sarre en faisant la seule place fortifiée entre Bitche et les Vosges, protégeant directement Nancy. Marsal est lourdement bombardé le 30 juin 1815. Les fortifications sont remises en état dès 1816.
En 1853, Marsal est rétrogradé au rang de place de troisième classe (conservation sans entretien). Il est assiégé en 1870 et capitule au bout de trois jours, l'étang de Lindre étant alors à sec et le dispositif d'inondation de la vallée ne pouvant donc pas être déclenché.
Marsal retrouve à nouveau une fonction stratégique sous la Restauration. Le Fort d'Haraucourt, qui protège le flanc nord de la place, est édifié à partir de 1835. Il protège le pont-écluse qui permet d'inonder la vallée de la Seille autour de Marsal. Ce dispositif de fortifications avancées est complété par la construction à partir de 1842 du Fort d'Orléans, qui protège le flanc sud.
À la suite du Traité de Francfort (10 mai 1871), qui sanctionne la perte de l'Alsace-Lorraine, Marsal est annexé au Reichsland Elsass-Lothringen. La place est partiellement démantelée par les Allemands, qui détruisent la Porte de Bourgogne et font ouvrir les remparts pour le passage de la route d'Haraucourt, percée à travers le bastion 7. Le Fort d'Haraucourt est alors utilisé pour des expériences d'explosifs.
Lors de la Première Guerre mondiale, Marsal est bombardé en 1915. Le Fort d'Orléans est sommairement remis en état de défense.
À la suite de la défaite de juin 1940, Marsal est à nouveau annexé au Reich allemand. La plus grande partie de la population est expulsée et est accueillie dans le Sud de la France.
Le village ne retourne à la France qu'en 1945.
En 1968, l'affaire du « mage de Marsal » défraie la chronique : deux des six enfants de Maurice Gérard, dit « Swami Matkormano », gourou qui dirige une communauté ésotérique dans sa grande bâtisse (un ancien lazaret du XVIIe siècle transformé en Âshram où est pratiqué le culte de Shiva et Kali), et de Josiane Gérard dite « la grande prêtresse Alféola » (fille d'un médium), ont disparu mystérieusement. Les parents dont on soupçonne un défaut de soins vis-à-vis de leurs deux enfants infirmes, sont incarcérés, avant d'être relâchés faute de preuves.

## Politique et administration
Sous l'ancien régime, Marsal était le siège d'un archidiaconé du diocèse de Metz, administrant les archiprètrés de d'Haboudange, Marsal, Varize, Kédange, Morhange, Rombas, Saint-Avold et Thionville. L'archipretré de Marsal comprenait les paroisses d'Amenoncourt, Arracourt, Athienville, Autrepierre, Bezange-la-Grande, Bezange-la-Petite, Blanche-Église, Blémerey, Bourdonnay, Bures, Domjevin, Donnelay, Emberménil, la Garde, Gogney, Haraucourt-sur-Seille, Hénaménil, Juvelize, Leintrey, Lezey, Maizières, Manonviller, Marsal, Moncourt, Mouacourt, Mulcey, Laneuveville-aux-Bois, Ommeray, Parroy, Réchicourt-la-Petite, Reillon, Remoncourt, Repaix, Saint-Martin, Saint-Médard, Sornéville, Verdenal et Xousse.
En 1594, Marsal était le siège d'une châtellenerie qui comprenait les communes d'Haraucourt-sur-Seille, Saint-Médard, Donnelay et Juvelize. En 1698 il devint le chef-lieu d'une prévôté, relevant du bailliage de Nancy et disposant de sa propre coutume homologuée le 13 mars 1634 par Charles IV de Lorraine. Cette prévôté administrait les villes de Haraucourt-sur-Seille, Saint-Médard et Marsal.
En 1790, Marsal devint le chef-lieu d'un canton formé des communes d'Haraucourt-sur-Seille, Juvelize, Lezey et Saint-Médard (avec Bathelémont). Il a fusionné avec le canton de Vic-sur-Seille vers 1801.

### Liste des maires
| Période                                  | Période        | Identité                               | Étiquette | Qualité              |
| ---------------------------------------- | -------------- | -------------------------------------- | --------- | -------------------- |
| 1793                                     | 1794           | Jean Baptiste Dumond                   |           | Marchand             |
| 1794                                     | 1797           | Antoine François Mélin                 |           | Architecte, notaire  |
| 1798                                     | 1799           | Jean François Poncin                   |           |                      |
| 1800                                     | 1804           | Jean François Collignon                |           | Aubergiste           |
| 1805                                     | 1810           | Jean François Cabanne de Laprade       |           | Lieutenant colonel   |
| 1810                                     | 1811           | Jean Claude Clasquin                   |           | Capitaine            |
| 1811                                     | 1814           | Pierre Jacques Perrot                  |           | Serrurier            |
| 1814                                     | 1821           | Jean Antoine Habrant                   |           | Capitaine            |
| 1821                                     | 1825           | Dominique Benoît Hanus de Saint-Eusèbe |           | Lieutenant colonel   |
| 1825                                     | 1831           | Jean Michel Loeffel                    |           |                      |
| 1831                                     | 1847           | Louis Hartard                          |           | Commandant           |
| 1847                                     | 1865           | Jean Rifau                             |           | Militaire            |
| 1866                                     | 1868           | Jean François Drouin                   |           | Garde du génie       |
| 1869                                     | après 1872     | Joseph Adolphe Mendès                  |           | Lieutenant colonel   |
| avant 1877                               | ?              | Jean Nicolas Vincent                   |           |                      |
| avant 1893                               | ?              | Charles Beauqué                        |           |                      |
| avant 1925                               | ?              | M. Demange                             |           |                      |
| ?                                        | 1927           | Eugène Gourieux                        |           |                      |
| 1927                                     | 1940           | Edmond Tritz                           |           | Boulanger, cafetier  |
| 1944                                     | 1947           | Edmond Tritz                           |           | Boulanger, cafetier  |
| avant 1951                               | 1959           | Jules Joublot                          |           |                      |
| 1959                                     | 1989           | Henri Rémillon                         |           | Agriculteur          |
| mars 1989                                | mars 2001      | Michel Gourieux                        |           | Agriculteur          |
| mars 2001                                | mai 2020       | Bernard Calcatera                      |           |                      |
| mai 2020                                 | septembre 2020 | Thomas Maurice Seingeot                |           |                      |
| septembre 2020                           | juin 2021      | Pierre Gérard                          |           | 1er adjoint, intérim |
| juin 2021                                |                | Didier Bernard                         |           |                      |
| Les données manquantes sont à compléter. |                |                                        |           |                      |

### Tendances politiques
L'électorat de Marsal penche généralement au centre et à droite. Au premier tour de l'élection présidentielle de 2007, les Marsalais ont ainsi accordé 35,05 % des suffrages à Nicolas Sarkozy et 28,35 % à François Bayrou.

## Population et société

### Démographie
L'évolution du nombre d'habitants est connue à travers les recensements de la population effectués dans la commune depuis 1793. Pour les communes de moins de 10 000 habitants, une enquête de recensement portant sur toute la population est réalisée tous les cinq ans, les populations de référence des années intermédiaires étant quant à elles estimées par interpolation ou extrapolation. Pour la commune, le premier recensement exhaustif entrant dans le cadre du nouveau dispositif a été réalisé en 2005.

En 2022, la commune comptait 234 habitants, en évolution de −15,52 % par rapport à 2016 (Moselle : +0,52 %, France hors Mayotte : +2,11 %).
| 1793 | 1800 | 1806 | 1821 | 1831 | 1836  | 1841  | 1846  | 1851  |
| ---- | ---- | ---- | ---- | ---- | ----- | ----- | ----- | ----- |
| 850  | 887  | 967  | 976  | 986  | 1 198 | 1 196 | 1 241 | 1 113 |

| 1856  | 1861  | 1871 | 1875 | 1880 | 1885 | 1890 | 1895 | 1900 |
| ----- | ----- | ---- | ---- | ---- | ---- | ---- | ---- | ---- |
| 1 225 | 1 169 | 779  | 682  | 689  | 646  | 624  | 602  | 564  |

| 1905 | 1910 | 1921 | 1926 | 1931 | 1936 | 1946 | 1954 | 1962 |
| ---- | ---- | ---- | ---- | ---- | ---- | ---- | ---- | ---- |
| 579  | 585  | 502  | 453  | 429  | 419  | 328  | 374  | 318  |

| 1968 | 1975 | 1982 | 1990 | 1999 | 2005 | 2006 | 2010 | 2015 |
| ---- | ---- | ---- | ---- | ---- | ---- | ---- | ---- | ---- |
| 301  | 287  | 280  | 284  | 289  | 286  | 286  | 260  | 273  |

| 2020 | 2022 | - | - | - | - | - | - | - |
| ---- | ---- | - | - | - | - | - | - | - |
| 245  | 234  | - | - | - | - | - | - | - |

### Enseignement
Depuis 1975, le village fait partie du regroupement scolaire des bords de Seille avec les communes de Blanche-Église, Mulcey, Saint-Médard, Haraucourt-sur-Seille et Moyenvic. Ce regroupement comprend trois écoles, dont une à Marsal qui accueille les enfants en cycle 1.

## Culture locale et patrimoine

### Lieux et monuments

#### Édifices civils

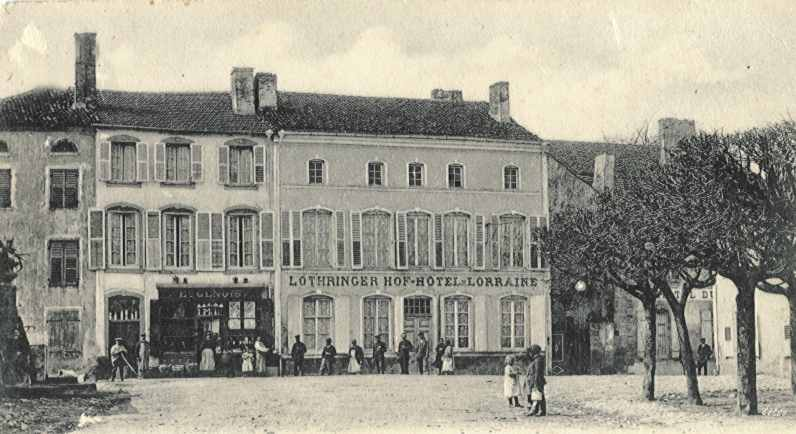
Vue ancienne de la place d'Armes.

- Le site archéologique des Briquetages de la Seille est classé au titre des monuments historiques par décision parue au journal officiel du 16 février 1930[21].
- La voie romaine desservait Marosallum depuis les deux rives opposées de la vallée de la Seille. Constituée d'une chaussée empierrée, elle a été partiellement mise au jour en 1972 à l'occasion de travaux d'aménagement du CD 38.
- Musée départemental du sel : installé dans la porte de France, vestige des fortifications de Vauban, il évoque l'histoire de Marsal, ancienne place forte, mais raconte aussi l'histoire de « l'or blanc » à travers les techniques de production du sel, de la préhistoire à nos jours.
- Porte de France classée monument historique le 6 mars 1928[43] : antérieure à 1663, appelée porte Notre-Dame, elle défendait l'accès principal à Marsal et a été fortement remaniée dans la première moitié du XVIIe siècle.

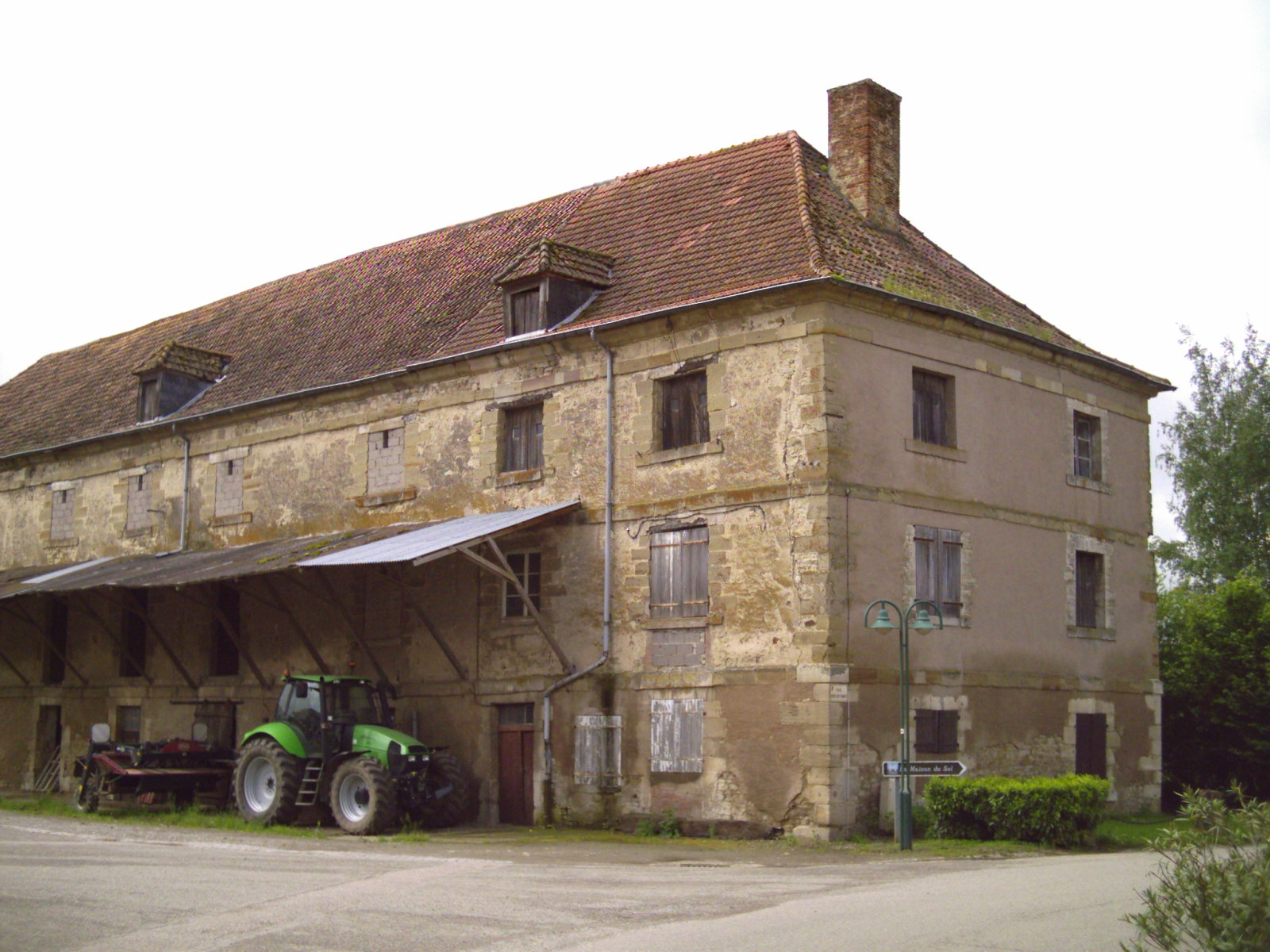
Une caserne réutilisée en bâtiments agricoles.

- Casernes royales de la porte de France : il en existait quatre à l'origine, il n'en reste plus que trois. Ces casernes, construites par Vauban, datent de 1666 et servaient à accueillir les troupes, les chevaux et des vivres. Les façades, la toiture, les écuries au rez-de-chaussée, la cage d'escalier et la travée située au sud de la cage d'escalier sont classées monuments historiques par arrêté du 10 avril 1990[44].

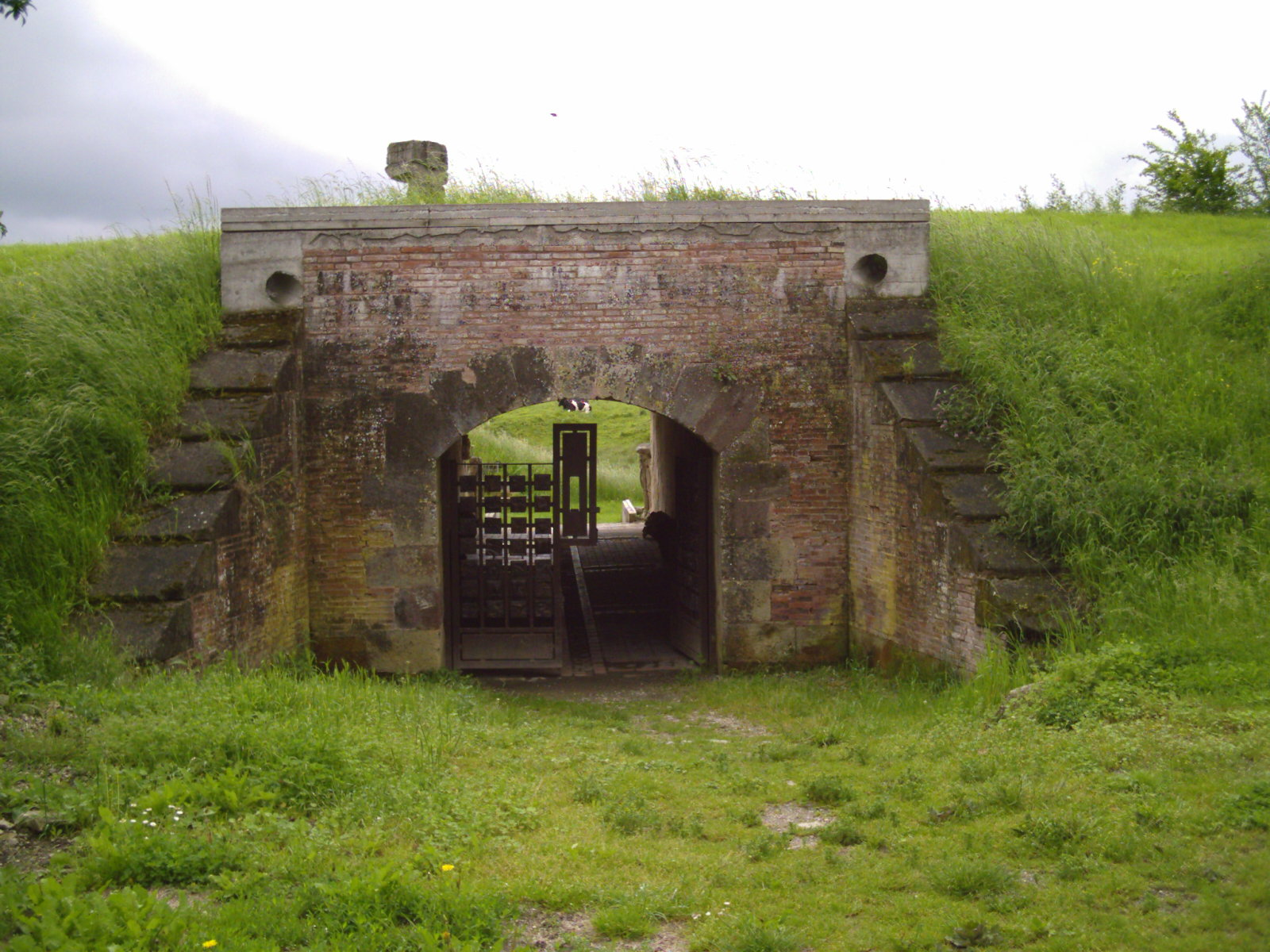
Poterne sud.

- Fortifications : quelques pans des fortifications de Vauban, restaurés en 1821-1823, sont encore visibles actuellement. La poterne sud est également conservée et a été restaurée assez récemment. L'édifice est classé aux monuments historiques en 1928[43].
- Ancien hospice : fondé en 1650 par François de Rettel, il a servi de magasin d'artillerie après la Révolution avant d'être vendu à des particuliers.
- Maison du gouverneur de la saline : construite en 1625 par Jean La Hiere, elle est modifiée au XVIIIe siècle, abandonnée à la Révolution puis reconstruite en 1823-1824.
- Arsenal : édifié en 1848 ce bâtiment de 13 travées, vendu à des particuliers, a gardé son aspect d'origine.
- Pavillon de Bourgogne : cette ancienne caserne datant de 1666 devient en 1813 siège de l'hospice civil, puis en 1889 école de filles. Elle est convertie aujourd'hui en logements locatifs.
- Place d'Armes : elle abritait les halles du village ainsi que la maison commune, le lavoir… Aujourd'hui, c'est la place qui constitue le centre du village, bordée de maisons de notables aux façades du XVIIIe siècle bien que plus anciennes. On peut d'ailleurs voir une niche d'angle du début du XVIIe siècle.
- Le patrimoine mobilier de la commune[45].
- Le GR 5 traverse Marsal, reliant Moyenvic à Blanche-Église.

#### Édifices religieux

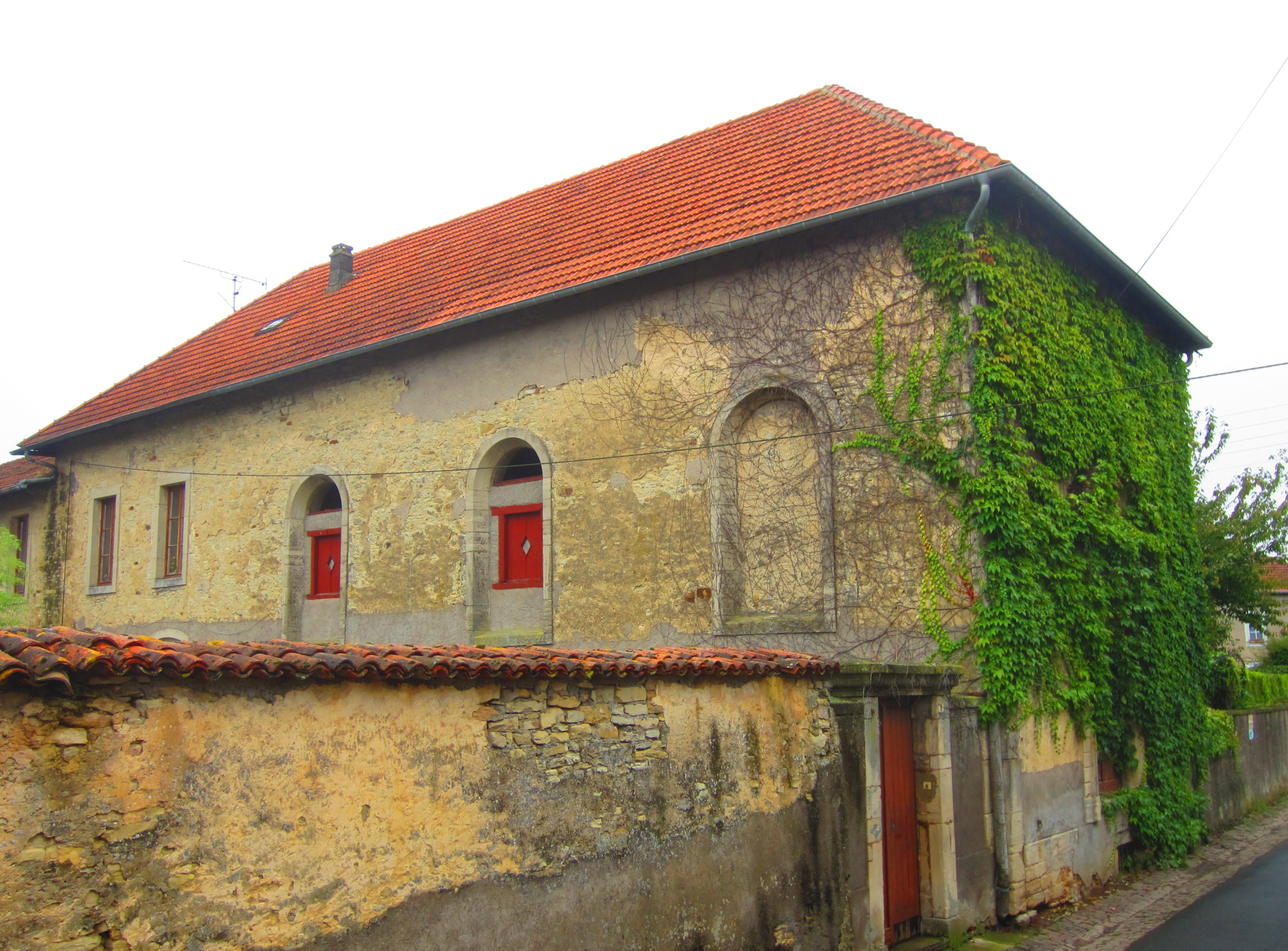
Chapelle du couvent des Capucins.

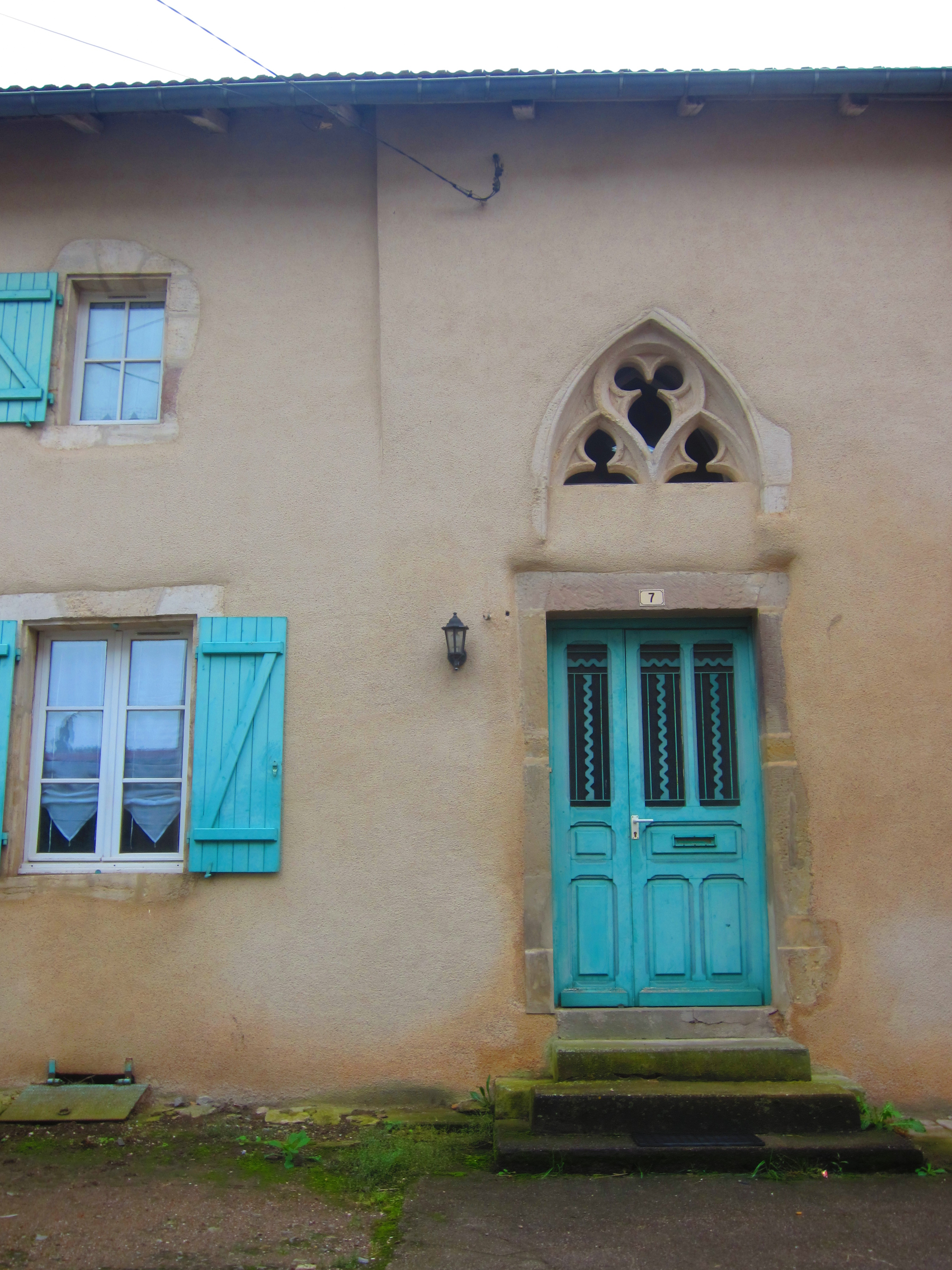
Chapelle de la confrérie des bouchers.

- Collégiale Saint-Léger : l'édifice est une église romane qui remonte au XIIe siècle, l'abside gothique date du XIVe siècle qui a subi de nombreuses transformations comme la restauration du chœur. C'est un édifice aujourd'hui qui présente de nombreuses particularités et témoigne des différentes phases de construction, d'accidents et de restaurations. Elle est classée au titre des monuments historiques par arrêté du 25 juillet 1874[46]. L'orgue de 1970 est de Jean-George Kœnig[47]. L'église abrite les gisants de Jean VIII de Salm, maréchal de Lorraine, gouverneur de Nancy mort en 1548, et de son épouse Louise de Stainville[48].
- Chapelle de la Confrérie des Bouchers : fondée en 1516, elle est désaffectée à la Révolution. Il n'en subsiste qu'un fragment de baie gothique dans la façade de l'édifice actuel.
- Couvent des Capucins avec chapelle : les Capucins s'installent à Marsal en 1650 et construisent ce couvent vers 1680. Il a ensuite servi de magasin après la Révolution et appartient aujourd'hui à des particuliers.
- Maison du Chapitre : restaurée en 1719, elle conserve un cartouche de 1576.
- Ermitage Saint-Livier (2 km), refuge de randonneurs.

#### Édifices disparus
- Église Saint-Martin devant Marsal: cet édifice, mentionné en 1178 par une bulle du pape Alexandre III, est détruit par la construction des remparts de Charles III au début du XVIIe siècle[49].
- Saline de Marsal: située face à l'ancienne maison du gouverneur de la saline, la saline de Marsal aurait commencé d'être abandonnée vers le milieu du XVIe siècle, avant d'être rasée à la fin du XVIIe siècle.
- Cloître de la Collégiale Saint-Léger: adossé à la Collégiale, ce monument disparaît des plans de Marsal après le milieu du XVIIIe siècle. Il était situé à l'emplacement du cimetière paroissial actuel.
- Couvent des religieuses de la Congrégation de Notre-Dame: ce couvent est installé vers 1635, sur des terrains vraisemblablement libérés par la destruction de la saline médiévale. Détruit à la Révolution, cet édifice était situé dans l'îlot délimité par les rues de l'Arsenal, à l'ouest, du Gouvernement au nord, de la Culture à l'est et de la Chapelle neuve au sud.
- Halles: des halles étaient situées au nord-ouest de la Place d'Armes actuelle. Elles ont été détruites au XIXe siècle.
- Caserne royale Vauban: une des quatre casernes édifiées sous le règne de Louis XIV a été détruite au XIXe siècle.
- Arsenal: un arsenal était situé à l'angle de la rue des Cadets, au nord, et de la rue des Capucins, à l'est. Il a disparu au cours du XIXe siècle.
- Hôpital militaire: un hôpital militaire était situé dans l'îlot délimité par la Place d'Armes, au nord, et la rue des Quartiers, au sud. Cet édifice de plan en L était déjà ancien en 1699. Il a été partiellement détruit par un incendie en 1740, puis restauré par la suite. Son emplacement a disparu au cours du XIXe siècle.
- Porte de Bourgogne: la seconde porte d'accès à la place de Marsal a été détruite au XIXe siècle.
- Poudrière: une poudrière était installée au sud de la rue des Remparts, dans le Bastion 3. Elle a disparu au cours du XIXe siècle.

### Personnalités liées à la commune
- Livier de Marsal (-451), mort à Marsal, saint martyr chrétien.
- Théothar, duc, cède en 682-683 à l'abbaye de Wissembourg une place à sel à Marsal.
- Fulrad (710-784), abbé de Saint-Denis, lègue en 777 à l'abbaye de Saint-Denis des poêles à sel à Marsal.
- Folmar V (-1145), comte de Metz et de Hombourg, fit construire un château à Marsal, détruit après le concordat de Worms de 1122 par l'évêque de Metz Étienne de Bar.
- Thierry III de Bar (-1171), évêque de Metz, archidiacre de Marsal avant 1128.
- Sybille, jeune béguine de Marsal, est une usurpatrice à qui l'on attribuait des miracles dans les années 1240-1250, condamnée par l'évêque de Metz Jacques de Lorraine.
- François d'Agoult de Montauban (-1567), panetier du roi Henri II, gouverneur de Marsal à partir de 1553.
- Pierre de Salcède (-1572), aristocrate espagnol, bailli de l'évêché de Metz, gouverneur de Marsal jusque 1567, mort durant le Massacre de la Saint-Barthélémy.
- Louis de Chastellux (1511-1580), vicomte d'Avallon, gouverneur de Marsal entre 1567 et 1571.
- Fouquet de La Routte (v. 1536-1589), est un aristocrate français d'origine dauphinoise. Gouverneur de Marsal durant les années 1580, il fut tué au combat durant les guerres de Religion, et inhumé dans la collégiale Saint-Léger de Marsal.
- André des Porcellets de Maillane (-1623), seigneur de Valhey, gouverneur de Marsal entre 1606 et 1616.
- Jean L'Hoste (1586-1631), ingénieur lorrain, achève les travaux des fortifications de Marsal démarrées par Jean-Baptiste Stabili et Nicolas Marchal.
- Jacques Callot (1592-1635), artiste lorrain, marié à Marsal le 8 novembre 1623 avec Catherine Kuttinger, fille d'un échevin de la ville.
- Louis de la Châtre, comte de Nancay (v. 1630-1664), gouverneur de Bapaume, amant de Ninon de Lenclos, marié à Marsal en 1658 avec Charlotte d'Hardancourt, fille du gouverneur.
- Antoine Pécaudy de Contrecœur (1596-1688), officier français en Nouvelle-France, en garnison à Marsal de 1663 à 1665 au sein du régiment de Carignan-Salières.
- Félix Le Royer de La Sauvagère (1707-1782), officier français en garnison à Marsal, publie la première étude sur le Briquetage de la Seille.
- Philippe Antoine du Gaillard (v. 1730-1781), baron d'Haraucourt-sur-Seille, marié à Marsal en 1768 avec Marguerite Barbe de Rousselot d'Hédival.
- François-Antoine Mélin, architecte lorrain, entrepreneur des fortifications de Marsal en 1786.
- Jean Pierre Chalot (1766-1795) curé de Marsal, guillotiné durant la Terreur.
- Suzanne Lévy (1795-1831), née à Marsal, épouse du baron d'Empire Pierre François Xavier Boyer.
- Paul Tornow (1848-1921), architecte allemand, restaure la collégiale Saint-Léger de Marsal en 1883.

### Héraldique
| Blason de Marsal (Moselle) | Blason  | Écartelé de gueules et d'or.     |
| Blason de Marsal (Moselle) | Détails |                                  |
| Blason de Marsal (Moselle) | Alias   | Écartelé d'argent et de gueules. |

Les armoiries de Marsal, blasonnées dans l'Armorial de Lorraine, sont écartelées de gueules et d'or.